# Gheorghe Marin (amiral)
Gheorghe Marin (n. 1 ianuarie 1952, satul Negru Vodă,  județul Constanța) este un amiral român, care a îndeplinit (pana in 2011) funcția de șef al Statului Major General al Armatei României (din 2006).

## Cariera profesională
Gheorghe Marin s-a născut la data de 1 ianuarie 1952, în satul Negru Vodă (județul Constanța) și a parcurs sistemul de pregătire preuniversitar din societatea civilă. În perioada 1970-1974, a urmat cursurile Institutului de Marină "Mircea cel Bătrân" din Constanța, la absolvirea căruia a fost încadrat în funcția de comandant serviciu de luptă navigație și transmisiuni la Divizionul de vedete purtătoare de rachete (1974-1978). În perioada studenției a fost coleg de facultate timp de doi ani cu Traian Băsescu, viitorul președinte al României.
După absolvirea cursurilor Facultății de Arme Întrunite din cadrul Academiei de Înalte Studii Militare din București (1978-1980), a revenit la același divizion în calitate de comandant de navă (1980-1981). În perioada anilor 1981-1985, lucrează ca ofițer de stat major în Secția Operații a Statului Major al Forțelor Navale, apoi ca șef al Atelierului de proiectare-programare din Centrul de Calcul al Forțelor Navale (1985-1989).
În paralel, începând din anul 1982 este student al Facultății de Planificare și Cibernetică Economică din cadrul Academiei de Studii Economice din București, ale cărei cursuri le absolvă în anul 1987.
Între anii 1989-1995, deține funcția de șef al Centrului de Calcul al Forțelor Navale. În anul 1993, obține titlul științific de Doctor în Științe Militare, specialitatea conducere și automatizarea conducerii trupelor, cu teza de doctorat "Fundamentarea complexă a procesului decizional privind folosirea în luptă a forțelor de lovire ale Marinei Militare". A fost apoi în perioada 1995-1999, comandantul Brigăzii de Cercetare și Observare Radioelectronică a Forțelor Navale.
După absolvirea Cursului internațional de strategie și economie a apărării organizat la Colegiul "George C. Marshall" din Germania (1999), în același an comandorul prof. univ. dr. Gheorghe Marin este numit în funcția de comandant (rector) al Academiei Navale "Mircea cel Bătrân" din Constanța, funcție pe care o deține între anii 1999-2003. Pe data de 25 octombrie 2000 a fost avansat la gradul de contraamiral de flotilă (cu 1 stea).
În această perioadă, își continuă studiile postuniversitare de specialitate, absolvind Colegiul Național de Apărare (2000), un Master în domeniul management - marketing în transporturi navale, porturi, zone libere și burse, desfășurat la Constanța (2002), precum și Cursul pentru generali și amirali la Colegiul NATO din Roma (2003).
La 24 octombrie 2003 a fost avansat la gradul de contraamiral și numit în funcția de director al Statului Major General (2003-2004). De la data de 1 aprilie 2004, deține funcția de șef al Statului Major al Forțelor Navale (2004-2006), iar pe 29 noiembrie 2005 a fost avansat la gradul de viceamiral cu trei stele .

## Activitatea didactică și publicistică
În paralel cu activitatea sa militară, a fost și cadru didactic în cadrul Facultății de Matematică-Informatică a Universității „Ovidius” din Constanța în perioada 1993-2000, cu gradul didactic de lector (1993-1996) și apoi de conferențiar (1996-2000).
Între anii 2000-2003,îndeplinește și funcția de profesor universitar în cadrul Catedrei de Matematică și Informatică la Facultatea de Marină Civilă Arhivat în 21 iunie 2007, la Wayback Machine. din cadrul Academiei Navale "Mircea cel Bătrân" din Constanța, unde predă cursul de Programarea Calculatoarelor. Din anul 2002 a primit drept de conducere la doctorat, în domeniul "Științe Militare" la Universitatea Națională de Apărare. Predă și în prezent la Academia Navală în calitate de profesor asociat.
Printre domeniile preferate, enumeră: matematica aplicată, informatica și programarea calculatoarelor.
Amiralul prof. univ. dr. Gheorghe Marin este autorul a 20 de cărți, 8 manuale și 9 tratate de specialitate. Lucrările sale sunt axate în special în domeniul managementului militar și al programării calculatoarelor. Dintre acestea amintim:
-în domeniul managementului militar 
- Conducerea în domeniul militar - studii (Ed. Militară, București, 1989);
- Eficiența cercetării și mascării (Ed. Militară, București, 1990);
- Câmpul de luptă cibernetizat (Ed. Militară, București, 1991);
- Hotărârea comandantului în viziune sistemică (Ed. Academiei de Înalte Studii Militare, 1993);
- Riscul și decizia militară (Ed. Militară, București, 1994);
- Puterea maritimă și diplomația navală (Ed. Militară, București, 1998);
- Utilizarea forțelor navale în operații de sprijin al păcii (Ed. Academiei Navale "Mircea cel Bătrân", Constanța, 2000);
- Activitatea statelor majore în viziunea forțelor armate NATO (Constanța, 2001).

-în domeniul programării calculatoarelor
- Visual FoxPro 5.0. Programare prin exemple (Ed. Ovidius University Press, Constanța, 1999);
- Tehnici de elaborare a aplicațiilor pentru baze de date (Ed. Ovidius University Press, Constanța, 1999);
- Baze de date relaționale. Concepte. Sistemul Foxpro. Aplicații (Ed. Ovidius University Press, Constanța, 1999);
- Introducere în AutoLisp prin exemple (Constanța, 2001);
- Limbajul C - Programare prin exemple (Constanța, 2001);
- Limbaje MySQL și PHP. Programare WEB sub Windows (Constanța, 2003);
- Proiectare asistată de calculator. AutoCAD și AutoLISP (Constanța, 2004) etc.

De asemenea, amiralul Gheorghe Marin a publicat peste 70 articole în România în reviste de specialitate, precum și în revistele din străinătate. Menționăm următoarele:
- Simularea navală și rolul ei în pregătirea acțiunilor de luptă, Buletinul Marinei Militare, nr.1/1992;
- Substituting energy technology, Natural Resources and Energy: Non-Dissipation and Management an International Journal (New York, SUA, 1995);
- Sistemul cibernetic de acțiune submarin - antisubmarin, Buletinul Academiei de Înalte Studii Militare nr.2/1997;
- Componenta informatică a războiului informațional (2001)
- Considerații privind rolul forțelor navale într-o mare închisă (2001) etc.

În calitate de profesor doctor și prin aportul adus în domeniul cercetării științifice (a publicat 22 de cărți și mai mult de 70 de articole) a devenit membru în prestigioase asociații militare și științifice, pe plan național și internațional, dintre care:
- Asociația Generală a Economiștilor din România;
- Academia Oamenilor de Știință din România - membru corespondent;
- Asociația Internațională a Profesorilor de Marină;
- Asociația Balcanică a Mediului (BENA);
- Consiliul științific al Institutului Român de Cercetări Marine;
- Fundația Colegiului Național de Apărare;
- Asociația George C. Marshall - România

## Primul amiral ce conduceStatul Major General
Începând cu data de 13 septembrie 2006, viceamiralul dr. Gheorghe Marin îndeplinește funcția de șef al Statului Major General al Armatei Române. Prin numirea lui Gheorghe Marin la conducerea Statului Major General s-a înregistrat o premieră, deoarece din anul 1860 și până la numirea lui Marin în funcția de șef al Statului Major General, Armata României nu a mai fost condusă de un marinar.
La data de 3 noiembrie 2006, viceamiralul Gheorghe Marin, șeful Statului Major General, a fost înaintat la gradul de amiral (echivalentul unui general cu patru stele) prin decret semnat de președintele României, Traian Băsescu. Funcția pe care acesta o ocupă în momentul de față este cea care i-a permis să fie avansat în gradul respectiv. Într-un interviu acordat în Ziarul de Constanța, amiralul Gheorghe Marin declara că "un asemenea grad, care are la bază o funcție, presupune o și mai mare responsabilizare în conducere, dar și o altă deschidere către NATO".
Gheorghe Marin a devenit astfel primul amiral activ cu patru stele al armatei române.
De la numirea sa ca șef al Statului Major General, amiralul Gheorghe Marin a inclus șantierul naval militar de la Mangalia într-un program de lărgire a flotei militare românești. Se plănuiește dezvoltarea unui program de înzestrare pentru forțele navale. "Este vorba de patru corvete și patru nave vânător de mină, ceea ce înseamnă că, alăturat celor trei fregate, vom avea forțe navale competitive la Marea Neagră. Navele urmează să fie construite în șantierul naval militar Mangalia, pentru că vrem să dotăm armata cu producție românească", a afirmat Sorin Frunzăverde, ministrul apărării naționale. Pentru modernizarea forțelor Navale, Ministerul Apărării va contracta credite de aproximativ 26 miliarde RON.
Amiralul Gheorghe Marin este căsătorit și are o fiică. Cunoaște limba engleză pe care o vorbește foarte bine.
În cei peste 30 de ani de carieră militară, amiralul Gheorghe Marin a comandat o navă numai un singur an în perioada 1980-1981, cand a fost comandantul unei vedete purtătoare de rachete. În ierarhia navelor de luptă, vedeta este o navă de mici dimensiuni. În rest, amiralul Marin a avut multe alte funcții, dar toate au fost pe uscat, în ciuda faptului că actualul șef al Statului Major General a absolvit Institutul de Marină.

## Decorații
Într-o carieră prodigioasă de marinar, amiralului Gheorghe Marin i-au fost decernate mai multe ordine și medalii atât românești, cât și străine: 
- Ordinul Național “Steaua României” în grad de cavaler (2004)
- Ordinul “Meritul militar” (clasa a III-a, a II-a și I)
- Medalia “Meritul militar” (clasa a III-a, a II-a și I)
- Ordine al Merito della Repubblica Italiana-Grande Ufficiale
- Emblema de onoare a Armatei României (la 25 octombrie 2007).

## Controverse
Amiralul Gheorghe Marin a fost subiectul unor dezvăluiri de presă prin care era acuzat de încheierea unor contracte dezavantajoase pentru Marina Militară Română. Astfel, el a fost acuzat de afacerile încheiate cu firma Octogon Constanța, controlată de Cornel Idu, unul dintre cei mai importanți oameni de afaceri din zonă.
Astfel, contraamiralul (pe atunci) Gheorghe Marin a contractat cu firma Octogon reparațiile de reclasificare a navei de transport "Albatros" care au costat în jur de 100 miliarde de lei și, deși acestea trebuiau finalizate încă din 2004, ele nu erau terminate nici măcar în toamna anului 2005. Dar deși aceste contracte nu s-au finalizat la timp, contraamiralul a încheiat un nou contract cu firma Octogon, prin care s-a dispus asigurarea serviciilor de agenturare ale Bricului "Mircea" pe perioada marșului de instrucție de trei luni, executat de aceasta în Marea Nordului. De asemenea, au fost oferite contracte dezavantajoase pentru Marină și pentru repararea bricului "Mircea" sau a fregatei "Mărășești".
Contrar legislației în vigoare, negocierea a fost făcută cu o singură sursă, deși în municipiul Constanța există câteva societăți specializate care au și dotările necesare pentru efectuarea acestui tip de lucrări.
Deși este salariat bugetar, contraamiralul Gheorghe Marin și-a construit o vilă în stațiunea Eforie Nord.
De asemenea, viceamiralul Gheorghe Marin a coordonat personal în anul 2006 negocierile cu SUA pentru achiziționarea unui submarin nuclear second-hand. El a respins ideea de a se cheltui bani pentru revitalizarea submarinului "Delfinul", în speranța că negocierile cu SUA pentru obținerea submarinului nuclear se vor încheia favorabil. În același cadru de idei, ministrul Teodor Atanasiu a anunțat că Forțele Navale ale României vor mai primi în înzestrare patru nave de tip "vânător de mine" și patru corvete. Aceste opt nave vor fi "cu siguranță noi".